# أليجرا لابي
أليجرا لابي (بالإيطالية: Allegra Lapi)‏ (من مواليد 8 سبتمبر 1985 ) كانت لاعبة كرة الماء الإيطالية للإناث.
كانت جزءًا من المنتخب الإيطالي لكرة البولو للسيدات في أولمبياد صيف عام 2012.  شاركت في بطولة العالم للألعاب المائية في 2011 . 

## روابط خارجية
- أليجرا لابي على موقع الاتحاد الدولي للسباحة (الإنجليزية)
- أليجرا لابي على موقع أوليمبيديا (الإنجليزية)
- http://www.gazzettadifirenze.it/pallanuoto-elena-gigli-e-allegra-lapi-alla-florentia-affiancheranno-lallenatore-andrea-sellaroli/
- http://www.nove.firenze.it/b207211959-allegra-lapi-dalla-pallanuoto-al-set-di-moda.htm
- http://www.gonews.it/2014/04/26/sono-due-under-30-a-guidare-la-lista-per-nardella-sindaco-studio-e-sport-le-passioni-comuni- دى أليجرا-LAPI الإلكترونية-ستيفانو-PRATESI /